# Nososticta cyanura
Nososticta cyanura är en trollsländeart som först beskrevs av Maurits Anne Lieftinck 1932.  Nososticta cyanura ingår i släktet Nososticta och familjen Protoneuridae. Inga underarter finns listade i Catalogue of Life.